# Andreu Barrere
Andreu Barrere (1934 - 8 de desembre de 2009) fou un polític nord-català. Treballà com a cap de servei de la Mútua Social Agrícola i durant els anys 1970 col·laborà amb el Grup Rossellonès d'Estudis Catalans i la Universitat Catalana d'Estiu. Va ser president i fundador del Col·lectiu de Professors de Català per Adults. Fou president d'Òmnium Cultural a la Catalunya del Nord el 1994, substituint Jordi Carbonell. Va ser autor d'alguns llibres de contes, i poemes seus foren musicats per Jordi Barre. Escrivia una crònica en català a L'Indépendant.
El 1986 fou un dels fundadors, amb Jaume Roure, d'Unitat Catalana, partit que agrupava els membre de la candidatura Unitat Nacionalista, llista que ell mateix va encapçalar a les eleccions regionals franceses de 1986, on va obtenir 5.324 vots (el 2,89%). Fou president d'UC fins al 1989, quan fou succeït per Llorenç Planes. També fou regidor de Pontellà el 2001 i va donar suport el Bloc Català el 2003 i CDC de la Catalunya del Nord el 2006.

## Obres
- Contistes rossellonesos (1981), obra col·lectiva
- Coses de casa (1988) Llibres del Trabucaire.